# Tomislav Crnković
Tomislav Crnković (Kotor, 1929. június 17. – 2009. január 17.) horvát labdarúgóhátvéd, edző.
A jugoszláv válogatott tagjaként ezüstérmet nyert az 1952. évi nyári olimpiai játékokon, részt vett az 1954-es és 1958-as labdarúgó-világbajnokságon, illetve az 1960-as labdarúgó-Európa-bajnokságon.

## Pályafutása

### Klubcsapatokban
Ifjúsági játékosként a HAŠK együttesében szerepelt. 1947 és 1949 között a Metalac Zagreb, majd 1950-től 1961-ig a Dinamo Zagreb csapatában játszott. 1961-ban külföldra igazolt az ausztriai LASK Linzhez, 1962-től 1964-ig a svájci Servette-ben játszott.
439 mérkőzésen lépett pályára a Dinamo Zagreb színeiben, tagja volt az 1954-ben és az 1958-ban a bajnokságot nyert klubnak, valamint 1951-ben és 1960-ban a jugoszláv kupagyőztes együttesnek. Crnkovićot a Dinamo minden idők egyik legjobb védőjének tartják számon. 2006-ban a Horvát labdarúgó-szövetség alapítója is volt.

### A válogatottban
Jugoszlávia színeiben 1952 júniusában a Norvégia elleni barátságos mérkőzésen mutatkozott be. Összesen 51 válogatott találkozón lépett pályára. Tagja volt az 1952. évi nyári olimpiai játékokon az ezüstérmet nyert válogatottnak. Részt vett az 1954-es és az 1958-as labdarúgó-világbajnokságon, illetve az 1960-as labdarúgó-Európa-bajnokságon. 1960. május 8-án játszott utoljára az Európa-bajnokság selejtezőjének első mérkőzésén Portugália ellen (1–2).

## Magánélete
Zaklatott magánélete volt, legalább ötször nősült. A futballpályafutása befejeztével rövid ideig újságíróként, majd egy népszerű zágrábi étterem tulajdonosaként dolgozott. Pénzügyi gondokba is került, miután autóbalesetet szenvedett, ahol megsérült. Ragaszkodott ahhoz, hogy pénzt fizessen a baleset többi áldozatának, ami miatt csaknem csődbe ment. Élete végéhez közeledve a Horvát labdarúgó-szövetség segítette.

## Fordítás
- Ez a szócikk részben vagy egészben  a   Tomislav Crnković című angol Wikipédia-szócikk ezen változatának fordításán alapul.  Az eredeti cikk szerkesztőit annak laptörténete sorolja fel. Ez a jelzés csupán a megfogalmazás eredetét és a szerzői jogokat jelzi, nem szolgál a cikkben szereplő információk forrásmegjelöléseként.